# 尼日內 (桑博爾區)
49°37′59″N 23°19′7″E / 49.63306°N 23.31861°E
尼日內（烏克蘭語：Нижнє），是烏克蘭西部的村莊，隸屬利維夫州的桑比爾區。該村始建於1628年，面積4.79平方公里，海拔高度274米，2024年人口233，人口密度每平方公里57.41人。